# Jorge Washington Ferreira
Avelino Jorge Washington Ferreira (Paraná, 8 de septiembre de 1917-4 de julio de 2009) fue un político y abogado argentino, que se desempeñó como Embajador de Argentina en España, como así también Gobernador de Entre Ríos, durante el autoproclamado Proceso de Reorganización Nacional. Además, fue Diputado Nacional por la provincia de Entre Ríos entre 1958 y 1962. Volvió a ser elegido como tal en 1963 y en 1973.

## Carrera
Egresó como Abogado de la Universidad Nacional del Litoral.
Jorge Rafael Videla lo designó como Embajador en España en 1979. En ese puesto debió lidiar con las múltiples denuncias por violaciones a derechos humanos que se hacían desde Europa por la situación en Argentina. En ocasión de la aparición del cadáver de una militante peronista en España en 1980, que se había denunciado su secuestro y desaparición en Lima (Perú), víctima del terrorismo de Estado, afirmó que ello era «...la más palmaria evidencia de la falsedad de las campaña de desprestigio urdida contra las autoridades peruanas y argentinas».
Su gabinete de ministros como gobernador fue integrado casi en forma general por civiles, ya que había afirmado que su intención era iniciar una transición democrática, por lo que permitió la realización de manifestaciones políticas, aunque afirmó que siempre estaría sumido a los preceptos del Proceso de Reorganización Militar. Su mandato se extendió entre febrero de 1981 y febrero de 1983.